# عبد العزيز الصبياني
}}
عبد العزيز الصبياني (بالإنجليزية: Abdulaziz Alsibyani)‏؛ مواليد 12 أبريل 1989 في السعودية، هو لاعب كرة قدم سعودي كمهاجم.
لعب سابقاً لأندية الإتحاد والقادسية والرائد والحزم و نادي النجمة .